# Херман II фон Рененберг
Херман II фон Рененберг „Млади“ (на немски: Hermann II 'der Iunge' von Rennenberg; † сл. 1297) е господар на замък Рененберг над Линц ам Райн в Рейнланд-Пфалц.

## Произход
Той е син на Арнолд I фон Рененберг († сл. 1262) и съпругата му Матилде. Внук е на Конрад фон Рененберг († 1249) и племенник на Херман I фон Рененберг († сл. 1259). Сестра му Маргарета фон Рененберг († сл. 1285) е омъжена за Хайнрих фон Петерсхайм († 13 април 1296).
Благородническата фамилия фон Рененберг измира през 1585 г.

## Фамилия
Херман II фон Рененберг „Млади“ има седем деца:
- Арнолд II фон Рененберг († 17 юли 1324), женен за Мехтилд фон Аршайд († сл. 1323), дъщеря на Хайнрих фон Аршайд († 1286) и Хайлвигис фон Шидерих († 1286); има четирима сина (духовници в Кьолн), една дъщеря и две незаконни дъщери
- Герхард, канон на „Св. Сервациус“ в Маастрихт
- Ото, канон на „Св. Сервациус“ в Маастрихт
- Лиза, омъжена за фогт Йохан фон Горе
- Елизабет († сл. 1281), абатиса на „Св. Урсула“ в Кьолн
- Хедвиг († сл. 1281), монахиня в „Св. Катарина“ в Линц
- Агнес, монахиня в „Св. Катарина“ в Линц